# Andrei Ivanov (escritor)

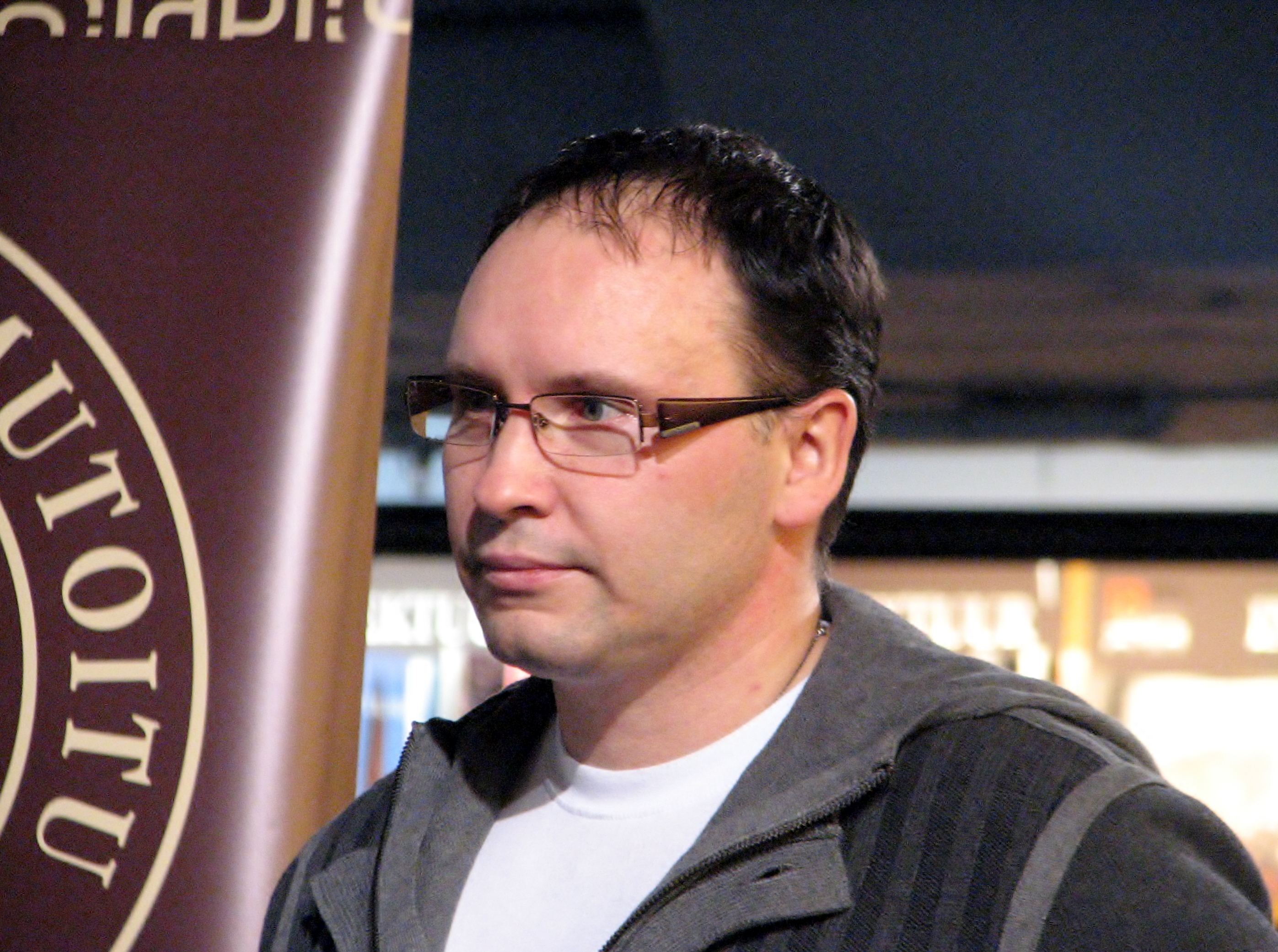
Andrei Ivanov (2014)

Andrei Ivanov (russo:Андрей Вячеславович Иванов; nascido a 24 de dezembro de 1971, em Tallinn) é um escritor russo-estoniano.
Ele formou-se na Universidade Pedagógica de Tallinn, tendo estudado filologia russa. Depois de se formar, ele morou muitos anos em países escandinavos. No início dos anos 2000, ele voltou para a Estónia. Desde então, ele tem-se focado na escrita; desde 2013 ele é membro do Sindicato dos Escritores da Estónia.

## Obras
- 2009: romance "Путeшествие Ханумана на Лолланд"
- 2011: coleção de contos: "Копенгага"
- 2013: romance "Харбинские мотыльки"